# 216433 Milianleo
216433 Milianleo è un asteroide della fascia principale. Scoperto nel 2009, presenta un'orbita caratterizzata da un semiasse maggiore pari a 2,7419326 UA e da un'eccentricità di 0,1305028, inclinata di 3,35019° rispetto all'eclittica.